# 2016 год в России
Год российского кино и Год образования в странах СНГ.

## Январь
- 1 января: Указ Президента о роспуске Федерального космического агентства и превращая его в космической корпорации Роскосмос вступил в силу.
- 4 января — Газпром прекратил закупки природного газа из Туркменистана по контракту, заключённому в 2003 году на 25 лет.
- 10 января — Во многих городах мира, в том числе в Москве, прошла ежегодная акция «В метро без штанов»
- 20 января — В ходе торгов на Московской бирже курс доллара превысил 80 рублей. Баррель марки Brent подешевел до 27,82 доллара
- 22 января — Около миллиона человек вышли в Грозном на митинг в поддержку главы Чеченской Республики Рамзана Кадырова
- 31 января — Президентом России подписан федеральный закон, по которому ратифицировано российско-монгольское соглашение 2010 года о списании 97 % долга Монголии перед Россией на сумму более 170 млн долларов

## Февраль
- 2 февраля — Игорь Коробов назначен на пост Глава ГРУ РФ.
- 7 февраля — Сборная России завоевала золотые медали на чемпионате мира по хоккею с мячом
- 9 февраля — В ночь на девятое февраля в Москве прошёл массовый снос ларьков и торговых павильонов
- 10 февраля — Мещанский суд Москвы приговорил к 4,5 и 4 годам колонии, соответственно, бывших сотрудников Банка Москвы Константина Сальникова и Аллу Аверину за похищение более миллиарда рублей у кредитной организации.
- 12 февраля — на Кубе состоялась встреча Папы Римского Франциска и Патриарха Московского и всея Руси Кирилла.
- 13 февраля — Премьер-министр РФ Дмитрий Медведев на Мюнхенской конференции констатировал наступление новой холодной войны между НАТО и Россией.
- 14 февраля — 36-й чемпионат мира по хоккею с мячом (Ульяновск, Димитровград, Россия). Сборная России по хоккею с мячом стала Чемпион мира.
- 15 февраля
  - теракт в Дербенте. 2 убитых, 17 раненых.
  - В Москве на Сокольнической линии открылась станция «Саларьево». Со вводом в эксплуатацию данной станции в Московском метрополитене их число достигло 200
- 18 февраля
  - В Москве более 20 тысяч человек было эвакуировано из магазинов торговой сети «Ашан» после анонимных звонков о взрывных устройствах
  - В России Следственный комитет сообщил о задержании владельца Домодедово Дмитрия Каменщика
- 20 февраля — Российские дальнобойщики заявили о новой акции протеста за отмену системы взимания платы «ПЛАТОН»
- 22 февраля
  - Тверской межрайонный суд Москвы избрал в отношении журналиста, стритрейсера, основателя сайта «Smotra.ru» Эрика Китуашвили, обвиняемого в финансовых махнациях, меру пресечения в виде содержания под стражей на срок 2 месяца. Сам Китаушвили связал своё задержание с фильмом против коррупции в московском УГИБДД и лично его начальника Виктора Коваленко
  - Россия и США подписали проект соглашения о введении режима прекращения огня в Сирии с 27 февраля
- 25-29 февраля — Серия взрывов на шахте «Северная»

## Март

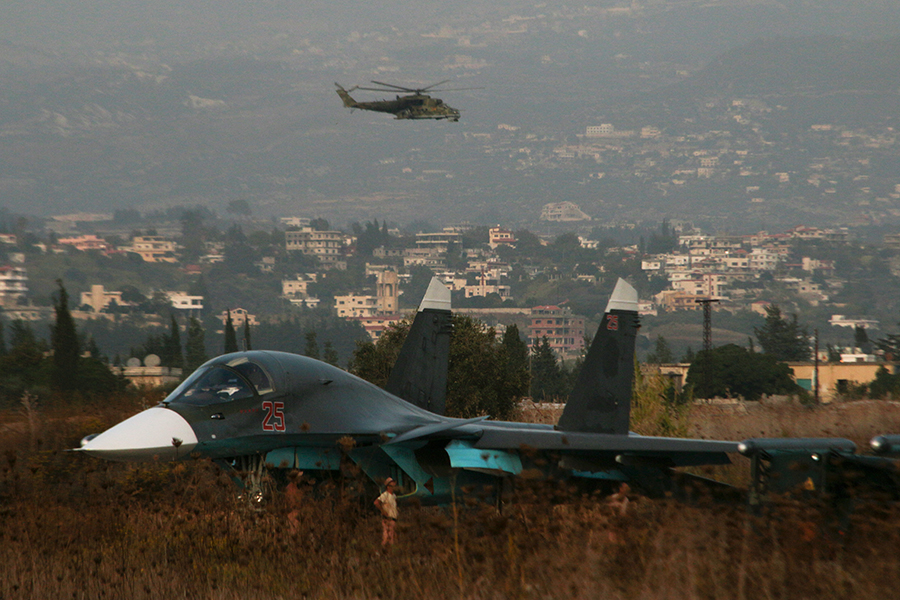
ВКС РФ в Сирии

- 1 марта — в России истёк срок бесплатной приватизации объектов жилого фонда[3].
- 2 марта — экипаж МКС в составе Скотта Келли, Михаила Корниенко и Сергея Волкова вернулся на Землю[4].
- 14 марта — в рамках программы «Аврора» с космодрома Байконур запущена марсианская орбитальная станция «ЭкзоМарс» для поиска следов жизни[5].
- 14 марта — Верховный главнокомандующий Вооружёнными силами Российской Федерации поручил Минобороны России о начала вывода основной части авиационной группы ВКС России в Сирии.
- 15 марта — Россия начала частичный вывод воинской группировки из Сирии[6].
- 19 марта — Катастрофа Boeing 737 в Ростове-на-Дону. Все находящиеся на борту 55 пассажиров и 7 членов экипажа погибли.
- 19 марта — запущен космический корабль «Союз ТМА-20М» с экипажем в составе: Алексей Овчинин, Олег Скрипочка, Джеффри Уильямс[7].

## Апрель
- 5 апреля — Президент РФ объявил о создании Национальной гвардии Российской Федерации. ФСКН и ФМС России стали частью МВД России.
- 14 апреля — На территории Тульской области создана особая экономическая зона «Узловая»[8]
- 28 апреля — Состоялся первый пуск с космодрома Восточный.

## Май
- 14 мая — Конфликт на Хованском кладбище в Москве.

## Июнь
- 8 июня — Торжественная церемония выкатки нового самолёта МС-21 состоялась в Иркутске
- 11 июня — Сборная России сенсационно сыграла вничью с Англией в первом матче Евро-2016. В Марселе прошли столкновения между Российскими и Английскими футбольными фанатами.
- 14 июня — Сборная России условно дисквалифицирована УЕФА из-за беспорядков в Марселе.
- 18 июня — Гибель 14 школьников на Сямозере (Карелия).

## Июль
- 1 июля — Катастрофа Ил-76 в Иркутской области[9].
- 4 июля — Пресс-секретарь президента России Дмитрий Песков подтвердил отставку детского омбудсмена Павла Астахова[10].
- 4 июля — Президент России подписал федеральный закон, относящий Новосибирскую область к шестой часовой зоне[11].
- 5 июля — Миллионы российских мусульман и мусульман по всему миру отпраздновали один из главных праздников в исламе — Ураза-байрам[12].
- 15 июля — В Санкт-Петербурге крейсер «Аврора» отправился после ремонта в Кронштадте на место вечной стоянки у Петроградской набережной[13].
- 18 июля — Президент РФ Владимир Путин отстранил от должностей чиновников, которые, по данным Всемирного антидопингового агентства, прямо причастны к нарушениям в российском спорте[14].
- 18 июля — Доклад WADA: «Россияне скрыли 139 положительных тестов в лёгкой атлетике, 11 — в футболе, 10 — в биатлоне»[15]
- 20 июля — В России коллегия присяжных, рассматривавшая дело так называемых приморских партизан, вынесла оправдательный вердикт[16].
- 20 июля — В Москве ФСБ провело обыски в здании следственного комитета, задержано несколько сотрудников ведомства[17].
- 20 июля — В Совете Федерации предложили отложить «пакет Яровой» до 2023 года[18].
- 22 июля — Глава правительства Дмитрий Медведев подписал постановление, согласно которому планируется восстановление торгово-экономических отношений России и Турции[19].
- 26 июля — В России следователи провели обыски в кабинете и по месту жительства главы Федеральной таможенной службы Андрея Бельянинова в рамках дела о контрабанде элитного алкоголя[20].
- 28 июля — Глава ФТС России Андрей Бельянинов отправлен в отставку, новым руководителем Федеральной таможенной службы назначен Владимир Булавин[21].
- 28 июля — Крымский федеральный округ вошёл в состав Южного федерального округа России[22].

## Август
- 1 августа — В Сирии сбит вертолёт ВКС России Ми-8. На борту вертолёта, по данным министерства обороны России, находились три члена экипажа и два офицера российского Центра примирения враждующих сторон в Сирии, все пятеро погибли. Вертолёт был сбит боевиками группировки Джабхат ан-Нусра и «умеренной» сирийской оппозицией[23].
- 3 августа — Локализована вспышка сибирской язвы на Ямале, от которой погибло свыше 2,3 тысяч оленей и было госпитализировано 90 человек[24].
- 8 августа — В районе города Армянска в ночь на 7 августа и в ночь на 8 августа 2016 года произошли 2 инцидента с задержанием 14 человек, во время которых погибли сотрудник ФСБ и военнослужащий МО РФ[25].
- 21 августа — Закончились Олимпийские игры в Рио, первое место в медальном зачёте заняли США, Россия заняла четвёртое место[26].
- 23 августа —
  - Состоялось открытие Арены ЦСКА.
  - Спортивный арбитражный суд отклонил иск Паралимпийского комитета России и признал законным решение Международного паралимпийского комитета об отстранении сборной России в полном составе[27].
- 26 августа — Президент России Владимир Путин освободил от должности восемь генералов из Следственного комитета РФ и Министерства внутренних дел[28].

## Сентябрь
- 1 сентября — Министерство финансов США расширило список физических лиц и компаний, подпавших под санкции после присоединения Крыма к России. В частности, в перечень теперь входят субподрядчик строительства моста через Керченский пролив «Мостотрест» и «СГМ-Мост»[29].
- 1 сентября — Начался скандал вокруг московской школы № 57[30].
- 2 сентября — Верховный суд Российской Федерации отменил судебное решение о ликвидации общественной организации СтопХам[31].
- 3 сентября — В Екатеринбурге на два месяца арестован видеоблогер Руслан Соколовский, по обвинению в экстремизме и оскорблении чувств верующих. Поводом для возбуждения дела послужило видео, на котором видеоблогер ходит по храму и играет в Pokemon Go[32].
- 7 сентября — Экипаж космического корабля Союз ТМА-20М благополучно вернулся на Землю, при этом долговременная экспедиция МКС-48 завершилась, а экспедиция МКС-49 начала свою работу на Международной космической станции[33].
- 9 сентября — Подписан указ об отставке уполномоченного при президенте по правам ребёнка Павла Астахова, на посту его сменила Анна Кузнецова[34].
- 9 сентября — В России произведён очередной успешный испытательный пуск межконтинентальной баллистической ракеты «Тополь»[35].
- 10 сентября — В Москве открылось пассажирское движение на Московском центральном кольце[36].
- 13 сентября — Опубликовано Постановление Правительства Российской Федерации, которое включило соль (в том числе морскую) из ряда стран, которые ранее ввели против России санкции, в список товаров, на которые распространяется российское продовольственное эмбарго[37]. Дата вступления запрета в силу — 1 ноября 2016 года[38].
- 16 сентября — Открыт новый участок Люблинско-Дмитровской линии Московского метро. Теперь для пассажиров доступны три новые станции: «Бутырская», «Фонвизинская» и «Петровско-Разумовская»[39].
- 16 сентября — Совет директоров ЦБ РФ принял решение о снижении ключевой ставки до 10 %[40].
- 18 сентября — Единый день голосования в России. По его итогам депутатами Государственной думы Российской Федерации стали представители 6 политических партий и 1 самовыдвиженец[41]. Партия «Единая Россия» вернула себе конституционное большинство, получив (с одномандатниками) 343 места в Государственной думе из 450[41].
- 19 сентября — В результате перестрелки в ресторане, расположенном в подмосковном посёлке Горки-2, убит лидер харьковской организации «Оплот» Евгений Жилин[42].
- 21 сентября — Президент РФ Владимир Путин присвоил звание Героя России лейтенанту полиции Магомеду Нурбагандову за мужество и героизм, проявленные при исполнении служебного долга (посмертно)[43].
- 22 сентября — Шведский фонд Right Livelihood Award Foundation наградил российскую правозащитницу Светлану Ганнушкину премией «За правильный образ жизни»[44].
- 23 сентября — Правительственная комиссия по контролю за осуществлением иностранных инвестиций в Российской Федерации одобрила продажу суверенному фонду Катара «Qatar Investment Authority» 24,99 % акций аэропорта Пулково[45].
- 23 сентября — Прекращено уголовное дело в отношении владельца аэропорта Домодедово Дмитрия Каменщика, которому после теракта в Домодедово было предъявлено обвинение в оказании услуг, не отвечающих требованиям безопасности[46]
- 25 сентября — В Москве состоялся форум «Диалог наций. Право народов на самоопределение и построение многополярного мира» — съезд сепаратистских движений со всего мира[47].
- 25 сентября — Под давлением общественной организации «Офицеры России» в Москве была закрыта фотовыставка Джока Стёрджеса[48].
- 27 сентября — Подписан контракт на покупку плавучего космодрома «Морской старт» российским холдингом S7 Group у группы компаний Sea Launch[49].

## Октябрь
- 10 октября — Премьер-министр РФ Дмитрий Медведев подписал распоряжение правительства, согласно которому госпакет в 50,075 % акций компании Башнефть будет продан компании Роснефть за 329,7 миллиарда рублей. Сама сделка по продаже должна пройти до 14 октября и средства от продажи пакета должны поступить в федеральный бюджет РФ 2016 года[50].
- 14 октября — Грузовой космический корабль Прогресс МС-02 отстыкован от МКС и планово затоплен в Тихом океане[51].
- 16 октября — Произошло успешное отделение демонстрационного десантного модуля «Скиапарелли» от орбитального модуля Трейс Гас Орбитер космического зонда «ЭкзоМарс»[52], за три дня до планируемой посадки его на поверхность Марса.
- 17 октября — В Омске отменили спектакль «Иисус Христос — суперзвезда» после жалобы активистов общественного движения «Семья, любовь, Отечество»[53].
- 18 октября — В России завершено развёртывание военной коммуникационной системы «Закрытый сегмент передачи данных»[54].
- 21 октября — Космический корабль «Союз МС-02» причалил к МКС в автоматическом режиме[55], после чего были открыты люки перехода и экипаж корабля перешёл на борт МКС[56].
- 22 октября — Символом чемпионата мира по футболу 2018 года выбран волк Забивака[57].
- 26 октября — В Москве открывается Общее собрание РАН. На первый день запланирована научная сессия «Генетические ресурсы растений, животных и микроорганизмов на службе человечества». 27 и 28 октября состоятся выборы членов и иностранных членов академии[58].
- 30 октября — Транспортный пилотируемый корабль «Союз МС-01», отстыковался от Международной космической станции, экипаж приземлился в спускаемом аппарате[59].
- 31 октября — В возрасте 101 года скончался старейший действующий актёр планеты Владимир Михайлович Зельдин[60].

## Ноябрь
- 1 ноября — Четвёртый энергоблок Белоярской АЭС с реактором на быстрых нейтронах БН-800 сдан в промышленную эксплуатацию[61].
- 2 ноября — В Большом театре объявили лауреатов премии «Ясная Поляна», в номинации «XXI век» победили Наринэ Абгарян и Александр Григоренко[62].
- 7 ноября — В Москве на Красной площади прошёл торжественный марш, посвящённый историческому параду 7 ноября 1941 года[63].
- 10 ноября — Мосгорсуд признал законной блокировку социальной сети LinkedIn на территории России в связи с нарушением закона о локализации персональных данных[64].
- 12 ноября — Федеральная служба безопасности России объявила о задержании группы граждан стран Центральной Азии, планировавших совершить серию терактов в Москве и Санкт-Петербурге.[65]
- 14 ноября — Драматические события в посёлке Струги Красные в Псковской области: два 15-летних подростка открыли из частного дома огонь по наряду полиции, после нескольких часов противостояния подростки были обнаружены мёртвыми[66].
- 15 ноября — Министр экономического развития России Алексей Улюкаев задержан по подозрению в получении взятки[67]. Президент России освободил Алексея Улюкаева от занимаемой должности в связи с утратой доверия[68].
- 16 ноября — Президент РФ Владимир Путин издал распоряжение, согласно которому Россия отказывается быть участником Римского статута Международного уголовного суда[69].
- 24 ноября — Суд отправил обезглавившую ребёнка няню Бобокулову в психлечебницу[70].

## Декабрь
- 1 декабря — Грузовой космический корабль Прогресс МС-04 был запущен с космодрома Байконур с помощью ракеты-носителя Союз-У, однако из-за аварии его не удалось вывести на орбиту. На 382 секунде после старта пропала телеметрия. При падении корабль разрушился при вхождении в плотные слои атмосферы, а множество его обломков сгорело[71].
- 2 декабря — Первенство мира по шахматам среди школьников (Сочи, Россия)[72].
- 2 декабря — В Петербурге открыта центральная часть Западного скоростного диаметра, Васильевский остров перестал быть отрезанным от материка на момент разведения мостов[73].
- 6 декабря — В небе над Хакасией взорвался метеорит диаметром 10—15 метров[74].
- 7 декабря — Объявлено о продаже 19,5 % акций компаний Роснефть швейцарской компании Glencore International и суверенному фоонду Катара Qatar Investment Authority[75]. Компания Glencore International опровергла факт крупных вложений в бумаги российской компании. Источником финансирования приватизации «Роснефти» назван итальянский банк Intesa[76].
- 13 декабря — Оппозиционер Алексей Навальный заявил о своём намерении участвовать в президентских выборах в России в 2018 году[77].
- 17 декабря — Начали появляться сообщения о массовых отравлениях от употребления алкогольных суррогатов в Иркутске, в общей сложности пострадал 121 человек, 75 из них скончались[78].
- 25 декабря — После взлёта из аэропорта Сочи (Россия) потерпел катастрофу самолёт ТУ-154. Погибли 92 человека, включая 84 пассажиров и 8 членов экипажа. Среди погибших артисты Дважды Краснознамённого ансамбля песни и пляски Российской Армии имени А. В. Александрова и журналисты[79].

## В науке
- В 12,5  км юго-восточнее пос. Тазовский Тазовского района Ямало-Ненецкого автономного округа открыто поселение «Нум-хибя-сихэри VI», датируемое второй четвертью XIX — началом XX века[80][81]